# Ambasadorowie Saksonii w Austrii
Saksonia miała dość rozbudowaną sieć dyplomatyczną już w XVI wieku. Obok sejmów Rzeszy, najważniejszym dla Sasów miejscem uprawiania polityki zagranicznej był dwór wiedeński. W przeciwieństwie do Brandenburgii (późniejszego Królestwa Prus), Saksonia budowała swą politykę zagraniczną na sojuszu z cesarzem i Austrią, mimo iż reformacja uczyniła z Elektoratu Saksonii kraj luterański, to związki z Austrią prowadziły do tego, że Saksonia miała możliwość, jako państwo dość tolerancyjne religijnie, wchodzenia w związki dynastyczne z państwami zarówno katolickimi, jak i protestanckimi. Ta tendencja wzmocniła się w czasie unii z Polską (1697-1763).
Trzykrotnie w swym samodzielnym istnieniu Saksonia zwróciła się przeciw Austrii: za czasów reformacji, gdy poparła Lutra; w czasie wojny o sukcesję austriacką (1741-1748) i w latach 1806–1813, gdy poparła Napoleona. Poza tym była sojusznikiem cesarza i szukała u niego ochrony przed ambicjami Prus, co rzeczywiście zapobiegło aneksji kraju w l. 1815 i 1866.
Po 1866, a więc wejściu Saksonii w skład Związku Północnoniemieckiego, a następnie Rzeszy Niemieckiej, w których rzeczywistym architektem polityki zagranicznej był kanclerz federalny, stosunki dyplomatyczne między Saksonią a Austrią, mimo ścisłych związków między dworami, zyskały w istocie fasadowy charakter.

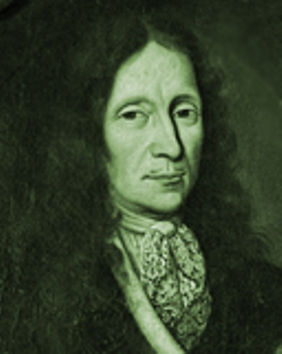
Nicolaus von Gersdorf
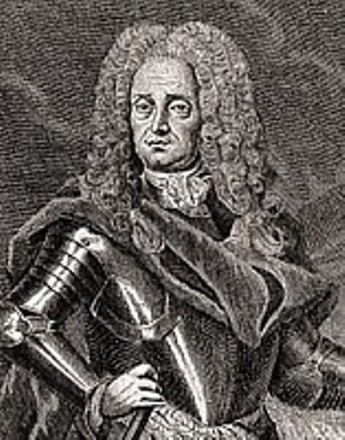
August Christoph von Wackerbarth
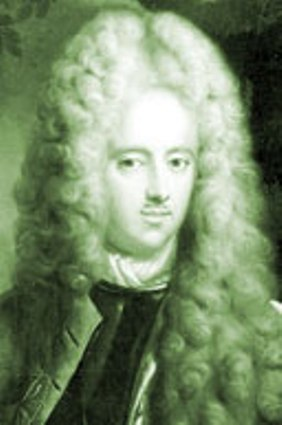
Joseph Anton Gabaleon Wackerbarth-Salmour
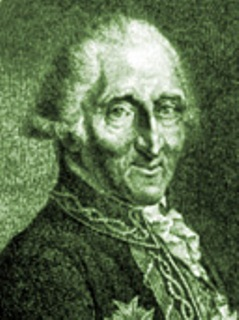
Friedrich August von Zinzendorf
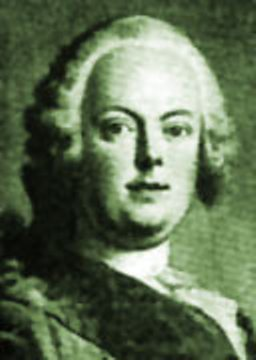
Ludwig Siegfried Vitzthum von Eckstädt
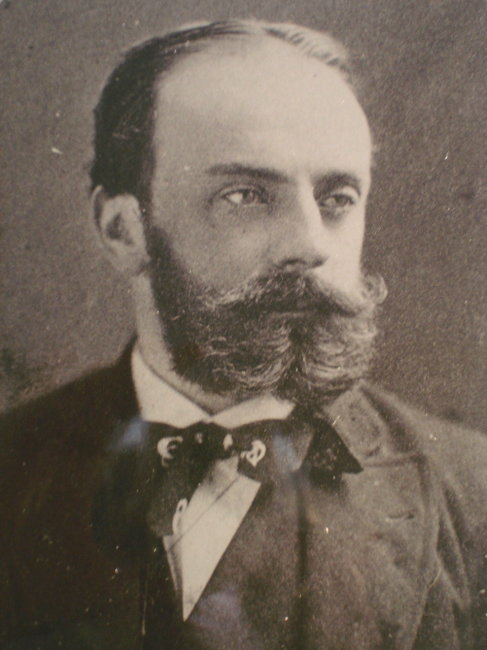
Rudolf Friedrich Le Maistre

## Lista saskich ambasadorów i posłów w Wiedniu
- 1552 Christoph von Carlowitz
- 1649 nawiązanie stałych stosunków dyplomatycznych
- 1649–1696 Jonas Schrimpf
- 1657–1658 Nikolaus von Gersdorf
- 1700–1706 August Christoph von Wackerbarth
- 1706–1708 Wolff Heinrich Vesnich
- 1708–1718 August Christoph von Wackerbarth
- 1717 Ludwig Adolf Zech (rezydent)
- 1718 Jacob Heinrich von Flemming (na rokowania)
- 1722–1725 Johann Justus Terras
- 1725–1727 François Joseph Wicardel de Fleury
- ?? François Joseph Wicardel de Fleury et de Beaufort
- 1728–1730 Joseph Anton Gabaleon von Wackerbarth-Salmour
- 1733–1740 Ludwig Adolph von Zech
- 1745–1749 Christian von Loß
- 1750–1752 Johann Sigismund von Pezold
- 1752–1763 Karl Georg Friedrich von Flemming
- 1763–1783 Johann Sigismund von Pezold
- 1764–1765 Friedrich August von Zinzendorf
- 1765–1768 Ludwig Siegfried Vitzthum von Eckstädt
- 1812–1813 Karl Friedrich Ludwig von Watzdorf
- 1814–1839 Friedrich Albrecht von der Schulenburg
- 1839–1841 Carl Emil von Üchtritz
- 1842–1866 Rudolf von Könneritz
- 1866–1869 Rudolf Friedrich Le Maistre
- 1870–1876 Carl Gustav Adolf von Bose
- 1876–1897 Oskar von Helldorf
- 1898–1916 Rudolf Karl Caspar von Rex
- 1916–1918 Alfred von Nostitz-Wallwitz
- 1918–1920 Dr Benndorf
- 1920 Zniesienie poselstwa